# Szkoła publiczna
Szkoła publiczna – szkoła założona i prowadzona najczęściej przez podmiot publiczny (państwo, samorząd terytorialny) i utrzymywana ze środków publicznych (z budżetu państwa lub jst.), a więc odwrotnie niż w przypadku szkoły prywatnej. Istnienie szkół publicznych związane jest z obowiązkiem szkolnym. W Polsce szkoły publiczne mogą być prowadzone także przez podmioty prywatne lub kościelne osoby prawne.

## Historia
Najwcześniejsze szkoły publiczne powstawały w starożytności; za takie można uznać finansowane przez państwo rzymskie akademie itd. W średniowieczu istniały uniwersytety państwowo-kościelne, których działalność finansowano z podatków. Pierwsze powszechne publiczne szkoły powstawały na dużą skalę w XVIII wieku w Danii oraz w Prusach. W innych krajach powstały później, a całą ludność udało się w nich objąć obowiązkiem szkolnym pod koniec XIX lub na początku XX wieku. W Polsce te szkoły są bezpłatne, w niektórych krajach częściowo odpłatne. Takie szkoły nie istnieją tylko w niektórych krajach afrykańskich i azjatyckich. Chrześcijańscy i islamscy fundamentaliści często nie chcą posyłać swoich dzieci do szkół tego typu, uważając, że ich dzieci nie będą nauczane zgodnie z zasadami religii, lecz z zasadami głoszonymi przez państwo. Dotyczy to głównie wychowania seksualnego, a także niektórych dzieł literackich.
Na ziemiach polskich szkoły publiczne należały do państw zaborczych. Adam Mickiewicz kształcił się bezpłatnie w szkołach rosyjskich, co później musiał odpracować jako nauczyciel. Jan Kasprowicz i Stanisław Przybyszewski kształcili się w gimnazjach pruskich, w których nauczano m.in.  łaciny i greki, chociaż prowadzono tam germanizację. W zaborze austriackim szkołom publicznym pozostawiono dosyć dużą swobodę, co przyczyniło się do tego, że właśnie tam najbujniej rozwijała się polska kultura. Szczególnie ważną rolę odegrały tu Uniwersytet Jagielloński oraz Uniwersytet Lwowski.

## Polska
W Polsce szkołą publiczną jest szkoła, która:
- zapewnia bezpłatne nauczanie w zakresie ramowych planów nauczania
- przeprowadza rekrutację uczniów w oparciu o zasadę powszechnej dostępności
- zatrudnia nauczycieli posiadających określone kwalifikacje
- realizuje:
  - programy nauczania uwzględniające podstawę programową kształcenia ogólnego, w przypadku liceum profilowanego – również podstawę programową kształcenia w profilach kształcenia ogólnozawodowego, a w przypadku szkoły prowadzącej kształcenie zawodowe – również podstawę programową kształcenia w danym zawodzie
  - ramowy plan nauczania,
- realizuje ustalone przez ministra właściwego do spraw oświaty i wychowania zasady oceniania, klasyfikowania i promowania uczniów oraz przeprowadzania egzaminów i sprawdzianów.

Przedszkolem publicznym jest przedszkole, które:
- prowadzi bezpłatne nauczanie i wychowanie w zakresie co najmniej podstawy programowej wychowania przedszkolnego;
- przeprowadza rekrutację dzieci w oparciu o zasadę powszechnej dostępności
- zatrudnia nauczycieli posiadających określone kwalifikacje.